# 白花树萝卜
白花树萝卜（学名：Agapetes mannii），为杜鹃花科树萝卜属下的一个植物种。